# 卡利斯特拉图斯
卡利斯特拉图斯（英語：Callistratus of Aphidnae），（？—前361年），雅典政治家、演说家。公元前391年，他曾起诉提议与斯巴达缔结和约的众使节。公元前378年第二次雅典同盟（雅典与底比斯抵抗斯巴达）成立时，他被推举为将军，并统筹同盟的财政。然而，底比斯的崛起却使他主张与斯巴达议和。公元前366年，底比斯占领奥罗普斯，他被起诉，但在一篇触动德摩斯提尼的演说辞中成功为自己辩护。而另一次的起诉则使他终遭流放。公元前361年他在返回雅典后被处死。

## 扩展阅读
- Pauly-Wissowa, Kallistratos,
- P. Cloché La politique de l'Athénien Callistrate (391-361 avant J.-C.) (The Politics of the Athenian Callistratus (391 - 361 BCE)), XXV 1923, 5 - 3
- 本条目包含来自公有领域出版物的文本: Chisholm, Hugh (编).  (第11版). London: Cambridge University Press. 1911.